# Kriegerbrunnen
Der Kriegerbrunnen ist ein Jugendstil-Bauwerk in der bayerischen Stadt Nördlingen. Er wurde 1902 von dem Münchner Bildhauer Georg Wrba geschaffen und am 7. September desselben Jahres eingeweiht. Er befindet sich am Rübenmarkt, in unmittelbarer Nachbarschaft der St.-Georgs-Kirche.
Der Kriegerbrunnen wurde im Andenken an den Deutsch-Französischen Krieg an der Stelle eines ehemaligen so genannten Judenbrunnens errichtet. Zu den zahlreichen Gestaltungselementen gehören ein Adler auf der Brunnenspitze, wasserspeiende Büsten von Rieser Bauern sowie Darstellungen zu den Schlachten des Deutsch-Französischen Krieges und seiner Protagonisten, darunter Helmuth von Moltke und Otto von Bismarck.